# Cabot (Pennsilvània)
Cabot és una comunitat no incorporada del comtat de Butler, Pennsilvània, Estats Units. El seu codi zip és 16023. Es troba a una altitud de 365 metres. Fou fundada el 1806 com una comunitat rural del township de Winfield. El seu fundador fou Frederick Doerr però la vila fou anomenada en honor de Godfrey Lowell Cabot, que fundà l'Acadèmia Cabot. És una societat eminentment agrícola i fortament associada a Winfield.